# کشت و صنعت کارون
شرکت کشت و صنعت نیشکر کارون با بیش از ۲ هزار نفر کارمند، بزرگ‌ترین کارخانه تولید شکر در ایران و خاورمیانه است که در شمال باختری شهرستان شوشتر قرار دارد. و در زمین‌های کشاورزی این شهرستان بهره‌برداری شده‌است.
در سال ۱۴۰۱ اعلام شد که مدیر عامل این شرکت به دلیل احتکار شکر برکنار شده ولی وی با وجود حکم قضایی انفصال از خدمت پست خود را ترک نکرد.

## ظرفیت تولید و محصولات
ظرفیت اسمی این کارخانه ۲۰۰ هزار تن شکر در سال است و منبع اصلی آب مزارعش از رودخانه کارون و از پشت سد تنظیمی گتوند تأمین می‌شود و بخشی از نیاز خود را هم از رودخانه دز تأمین می‌کند. محصول اصلی این کارخانه شکر است و نئوپان، کاغذ، فورفورال و خوراک دام نیز از صنایع جانبی این کارخانه عظیم به‌شمار می‌روند.

## شرکت‌های تابعه
- شرکت خوراک دام کارون
- شرکت فورفورال
- شرکت نئوپان کارون
- شرکت پرورش ماهی کارون
- شرکت کاغذسازی کارون[۴]

## وضعیت موجود
این شرکت دارای سه شهرک سازمانی می‌باشد، شوشترنو، نی آباد (شهرک شهید بهشتی)، بوستان (شهرک شهید رجایی) این سه شهرک هستند. در اوایل دهه ۷۰ شمسی این شرکت منازل سازمانی خود را در شهرک شوشتر نو به ساکنان آن واگذار کرد و در اوایل دهه ۸۰ شمسی هم که قانون کارهای سخت و زیان‌آور تصویب شد و در پی آن بسیاری از شاغلین این شرکت بازنشسته شدند بخش عظیمی از منازل شهرک بوستان بعلت فرسودگی ویران شد و در حال حاضر فقط شهرک نی آباد به‌طور کامل مسکونی است.

## مسائل اجتماعی
مدیریت کشت و صنعت کارون در دهه‌های اخیر مورد اعتراض مردم شهرستان شوشتر بوده است. عدم استخدام نیروهای بومی و در عوض استخدام نیروها از شهرهای اطراف همواره مورد اعتراض مردم این شهر بوده است. بعلاوه بی‌توجهی به سلامت مردم شوشتر و سوزاندن مزارع و استفاده از روش‌هایی که باعث بارش خاکستر و آلودگی شدید هوا می‌شود مورد اعتراض مردم شوشتر بوده است.  

## فساد اداری
در سال ۱۴۰۱ مدیر سازمان تعزیرات حکومتی ایران اعلام کرد که عبدالمجید میرزاپور، مدیر عامل شرکت کشت و صنعت کارون شوشتر، به دلیل احتکار بیش از ۴۳ هزار تُن شِکر به انفصال دائم از خدمات دولتی محکوم شده است و این حکم بلافاصله و از همان روز باید اجرا شود.
ولی وی با وجود حکم قضایی انفصال از خدمت پست خود را ترک نکرد و از انجام حکم قضایی خودداری کرد.

پس از آن کشاورزان شوشتری و اهالی منطقه دیمچه شوشتر در مصلی نماز جمعه اهواز تجمع کردند و خواستار اجرای حکم انفصال دائم میرزاپور، مدیرعامل شرکت کشت و صنعت کارون شدند. با این وجود این فرد همچنان از اجرای حکم قضایی خودداری کرده است. برخی رسانه‌ها استنکاف عبدالمجید میرزاپور از اجرای حکم قضایی در مورد انفصال از خدمات دولتی را به فساد و قدرت فراتر از قانون وی نسبت داده‌اند.

## مسائل زیست‌محیطی
پدیده نادر بارش خاکستر از آسمان شوشتر و گتوند مشکل عمده‌ای است که توسط کشت و صنعت کارون برای مردم شوشتر و گتوند ایجاد شده‌است. این کشت و صنعت پس از برداشت نیشکر و استحصال شکر سفید در کارخانه، باقی‌مانده آن را در مزارع می‌سوزاند. این اقدام باعث تولید خاکستر و فرود آن بر مناطق مجاور به ویژه شوشتر و گتوند شده‌است.